# Sella di Camporosso
La Sella di Camporosso (o Sella Camporosso, Žabnice in sloveno, Siele Cjamparòs in friulano, Saifnitzer Sattel in tedesco - 816 m. s.l.m.) è un valico alpino, situato nelle Alpi orientali, in val Canale (al confine tra Alpi Carniche e Alpi Giulie), sullo spartiacque tra Malborghetto (frazione di Malborghetto-Valbruna) ove scorre il fiume Fella, e Tarvisio (Camporosso) ove scorre il fiume Slizza. È il valico meno elevato delle Alpi, attraversato dalla strada statale 13 Pontebbana, dalla ferrovia Pontebbana, dall'autostrada A23, dalla Ciclovia FVG1 Alpe Adria e da un metanodotto proveniente dalla Russia.